# Episodi di Father Ted (prima stagione)
La prima stagione della serie televisiva Father Ted, composta da 6 episodi, è stata trasmessa nel Regno Unito dal canale Channel 4 dal 21 aprile 1995 al 26 maggio 1995.
| nº | Titolo originale            | Titolo italiano | Prima TV UK    | Prima TV Italia |
| -- | --------------------------- | --------------- | -------------- | --------------- |
| 1  | Good Luck, Father Ted       |                 | 21 aprile 1995 |                 |
| 2  | Entertaining Father Stone   |                 | 28 aprile 1995 |                 |
| 3  | The Passion of St Tibulus   |                 | 5 maggio 1995  |                 |
| 4  | Competition Time            |                 | 12 maggio 1995 |                 |
| 5  | And God Created Woman       |                 | 19 maggio 1995 |                 |
| 6  | Grant Unto Him Eternal Rest |                 | 26 maggio 1995 |                 |